# Saint-Maurice-sur-Aveyron
 Saint-Maurice-sur-Aveyron  es una población y comuna francesa, situada en la región de Centro, departamento de Loiret, en el distrito de Montargis y cantón de Châtillon-Coligny.

## Demografía
| 1042 | 915 | 820 | 809 | 721 | 769 |
| Para los censos de 1962 a 1999 la población legal corresponde a la población sin duplicidades (Fuente: INSEE [Consultar]) |     |     |     |     |     |